# 宮浦浩司
宮浦 浩司（みやうら こうじ、1968年〈昭和43年〉1月12日 - ）は、日本の農林水産官僚。

## 来歴
1968年（昭和43年）1月12日、愛知県に出生。同県尾張旭市出身。愛知県立千種高等学校卒業。1991年（平成3年）3月、東京大学経済学部を卒業。「国家公務員試験I種・経済」に合格し、同年4月、農林水産省に入省。
入省後、茨城県農林水産部長、農林水産省大臣官房秘書課調査官、林野庁国有林野部長管理課長、食料産業局企画課長、同食品流通課長、農林水産省大臣官房予算課長などを歴任。食品流通課長時代には卸売市場の活性化や農産物流通の効率化等の推進に携わった。
2021年（令和3年）7月1日、農林水産省大臣官房新事業・食品産業部長に就任。
2023年（令和5年）7月4日、農林水産省大臣官房総括審議官（新事業・食品産業）に就任。
2025年（令和7年）7月1日、農林水産省大臣官房長に就任。

## 年譜
- 1991年（平成3年）
  - 3月 - 東京大学経済学部卒業[1]
  - 4月 - 農林水産省入省[1]
- 2007年（平成19年）4月 - 茨城県農林水産参事兼農政企画課長[1]
- 2008年（平成20年）4月 - 茨城県農林水産部次長兼農政企画課長[1]
- 2009年（平成21年）4月 - 茨城県農林水産部次長[1]
- 2010年（平成22年）4月 - 茨城県農林水産部長[1]
- 2012年（平成24年）4月 - 農林水産省大臣官房秘書課調査官[1]
- 2014年（平成26年）7月 - 林野庁国有林野部長管理課長[1]
- 2016年（平成28年）7月 - 食料産業局企画課長[1]
- 2017年（平成29年）1月 - 食料産業局食品流通課長[1]
- 2019年（令和元年）7月 - 農林水産省大臣官房予算課長[1]
- 2021年（令和3年）7月 - 農林水産省大臣官房新事業・食品産業部長[1][6]
- 2023年（令和5年）7月 - 農林水産省大臣官房総括審議官（新事業・食品産業）[1][4]
- 2025年（令和7年）7月 - 農林水産省大臣官房長[3]